# Wirtschaftlich Berechtigter
Ein wirtschaftlich Berechtigter an einem Bankkonto oder Bankguthaben ist derjenige, für dessen Rechnung das Konto geführt wird. Diese Zurechnungsvorschrift folgt dem Grundsatz der wirtschaftlichen Betrachtungsweise, der bei einer Sachverhaltsbeurteilung nur auf das ökonomische Ergebnis abstellt. Der Begriff findet im Zusammenhang mit der Bekämpfung der Geldwäsche sowie der Steuerhinterziehung Verwendung. Die EU Zinsverordnung spricht weitgehend deckungsgleich vom Wirtschaftlichen Eigentümer.

## Pflicht zur Legitimationsprüfung
Banken, Versicherungen und andere sind verpflichtet, bei Kontoeröffnungen und bestimmten Transaktionen eine Legitimationsprüfung des Kunden durchzuführen. Hierbei sind sie verpflichtet, den Kunden zu fragen, ob er auf eigene oder fremde Rechnung handelt (§ 11 Abs. 1 Geldwäschegesetz). Gibt der Kunde an, auf fremde Rechnung zu handeln, muss die Bank den wirtschaftlich Berechtigten erfragen und dokumentieren. Der wirtschaftlich Berechtigte muss sich nicht ausweisen. Hier reicht die Angabe des Kunden aus. Jedoch darf die Bank nicht offenkundig falsche oder unplausible Angaben akzeptieren.

## Anderkonten
Bei der Zahlung eines Kaufpreises für Immobilien über ein Notaranderkonto können sowohl Käufer, als auch Verkäufer als wirtschaftlich Berechtigter angesehen werden. Die Bundesnotarkammer empfiehlt die Angabe beider als wirtschaftlich Berechtigte.
Anderkonten werden oft auf Vorrat eröffnet, ohne dass der Berechtigte zum Zeitpunkt der Kontoeröffnung feststeht. In diesem Fall erfolgt die Benennung des wirtschaftlichen Berechtigten zum Zeitpunkt der Zuordnung.

## Meldung des wirtschaftlich Berechtigten
Banken sind verpflichtet, im Rahmen des Kontenabrufverfahrens neben dem Kontoinhaber und den Bevollmächtigten auch die wirtschaftlich Berechtigten zu melden.
Im Rahmen der Zinsinformationsverordnung erfolgt eine Kontrollmitteilung über bestimmte Zinseinkünfte für EU-Ausländer an das Wohnsitzfinanzamt. Hierbei ist nicht auf den Kontoinhaber, sondern auf den angegebenen wirtschaftlichen Eigentümer abzuheben.